# Stazione di Cloughjordan
La stazione di Cloughjordan  è una stazione ferroviaria che fornisce servizio a Cloughjordan, North Tipperary, Irlanda. Attualmente la linea che vi passa è la ferrovia Limerick-Ballybrophy. La stazione fu aperta il 5 ottobre 1863 ed è dotata di due binari. Si trova un chilometro a ovest del centro cittadino lungo la Moneygall Road.

## Treni
La tabella degli orari dei treni che fanno fermata qui è la seguente.
- Lunedì-Sabato
  - Treno 07:44 verso Ballybrophy
  - Treno 10:46 verso Limerick
  - Treno 17:58 verso Ballybrophy
  - Treno 19:35 verso Limerick
- Domenica
  - Treno 18:53 verso Ballybrophy
  - Treno 20:26 verso Limerick

## Servizi ferroviari
- Ferrovia Limerick-Ballybrophy

## Servizi
- Servizi igienici
- Capolinea autolinee